# Doxa (film)
Doxa är en svensk dramafilm från 2005 i regi av Leif Magnusson.

## Handling
Sanna har inte haft mycket kontakt med sin far men när han ligger på sjukhus flyttar hon in i hans lägenhet. Där hittar hon dödsannonser för hans gamla arbetskamrater som visar att de dog i förtid och Sanna ger sig ut för att hitta orsaken.

## Om filmen
Filmen spelades in 13 april–5 juni 2004 i Malmö.

## Skådespelare
- Eva Rexed - Sanna
- Cilla Jelf – Jessica
- Torkel Petersson - Jon
- Freddie Wadling - Sannas pappa
- Pernilla August - Kristina, VD
- Lena Granhagen - Fru Ahlbäck
- Björn Gustafson - Lennart Ahlbäck
- Anders Ahlbom – Dennis
- Jonas Karlsson - Läkare
- Philip Zandén – Ingemar

## Musik i filmen
- När min vän, kompositör och text Owe Thörnqvist, sång Monica Zetterlund
- Stand Up, kompositör och text Henrik Andersson
- Lover, kompositör och text Daniel Cirera
- Lonely Days, kompositör och text Conny Malmqvist, framförs av Pia Aprea